# Magyarország a 2011-es fedett pályás atlétikai Európa-bajnokságon
Magyarország a franciaországi Párizsban megrendezett 2011-es fedett pályás atlétikai Európa-bajnokság egyik részt vevő nemzete volt. Az ország a versenyen 5 sportolóval képviseltette magát.

## Eredmények

### Férfi
| Versenyző     | Versenyszám | Előfutam | Előfutam | Előfutam | Elődöntő | Elődöntő | Elődöntő | Döntő   | Döntő    |
| Versenyző     | Versenyszám | Idő      | Hely.    | Össz.    | Idő      | Hely.    | Össz.    | Idő     | Helyezés |
| ------------- | ----------- | -------- | -------- | -------- | -------- | -------- | -------- | ------- | -------- |
| Kazi Tamás    | 800 m       | 1:50,85  | 3.       | 11.      | kiesett  | kiesett  | kiesett  | kiesett | kiesett  |
| Bene Barnabás | 1500 m      | 3:50,24  | 8.       | 24.      |          |          |          | kiesett | kiesett  |
| Baji Balázs   | 60 m gát    | 7,77     | 5.       | 13.      | kiesett  | kiesett  | kiesett  | kiesett | kiesett  |

| Versenyző    | Versenyszám | Selejtező | Selejtező | Döntő    | Döntő    |
| Versenyző    | Versenyszám | Eredmény  | Helyezés  | Eredmény | Helyezés |
| ------------ | ----------- | --------- | --------- | -------- | -------- |
| Kürthy Lajos | Súlylökés   | 18,75 m   | 18.       | kiesett  | kiesett  |

### Női
| Versenyző    | Versenyszám | Selejtező | Selejtező | Döntő    | Döntő    |
| Versenyző    | Versenyszám | Eredmény  | Helyezés  | Eredmény | Helyezés |
| ------------ | ----------- | --------- | --------- | -------- | -------- |
| Márton Anita | Súlylökés   | 18,11 m   | 2.        | 17,84 m  | 5.       |